# دايلان كندي
دايلان‌ كندي هي قرية في مقاطعة بل دشت، إيران. يقدر عدد سكانها بـ 1069 نسمة بحسب إحصاء 2016.